# Динково
Динково (болг. Динково) — село в Болгарии. Находится в Видинской области, входит в общину Ружинци. Население составляет 145 человек.

## Политическая ситуация
В местном кметстве Динково, в состав которого входит Динково, должность кмета (старосты) исполняет Юлия Иванова Георгиева (коалиция в составе 2 партий: Болгарская социалистическая партия (БСП), Движение за права и свободы (ДПС)) по результатам выборов.
Кмет (мэр) общины Ружинци — Венцислав Томов Ванков (коалиция в составе 2 партий: Болгарская социалистическая партия (БСП), Движение за права и свободы (ДПС)) по результатам выборов.